# Districte de Bhojpur
El districte de Bhojpur (Nepali: भोजपुर जिल्ला ) és un districte de la zona Kosi ubicada a la regió de Desenvolupament Oriental del Nepal. L'àrea del districte és de 1.507 km² amb una població de 182.459 habitants (2011). El centre administratiu és Bhojpur.
El districte va ser afectat per un terratrèmol el 25 d'abril de 2015.

## Geografia i clima
Classificat com a districte de muntanya, Bhojpur té cinc de les vuit zones de clima del Nepal. Un 3% de l'àrea del districte és per sota de 300 metres en la zona Tropical més Baixa, un 31% és a la zona superior amb clima tropical entre 300 i 1000 metres, un 50% de l'àrea de terra pertany a la zona subtropical entre 1.000 i 2.000 metres i un 15% és clima temperat (2.000 a 3.000 metres). Un 2% està per sobre en la zona subalpina.
| Zona de clima          | alçada                             | % superfície |
| ---------------------- | ---------------------------------- | ------------ |
| Zona baixa Tropical    | inferior a 300 metres              | 2,7%         |
| Zona Superior Tropical | 300 a 1.000 metres                 | 30,5%        |
| Clima subtropical      | 1.000 a 2.000 metres 3.300 a 6.600 | 49,8%        |
| Clima temperat         | 2.000 a 3.000 metres               | 15,1%        |
| Subalpí                | 3.000 a 4.000 metres               | 1,7%         |

## Unitats administratives bàsiques
Village development committee (VDC) ó unitats administratives bàsiques del districte:

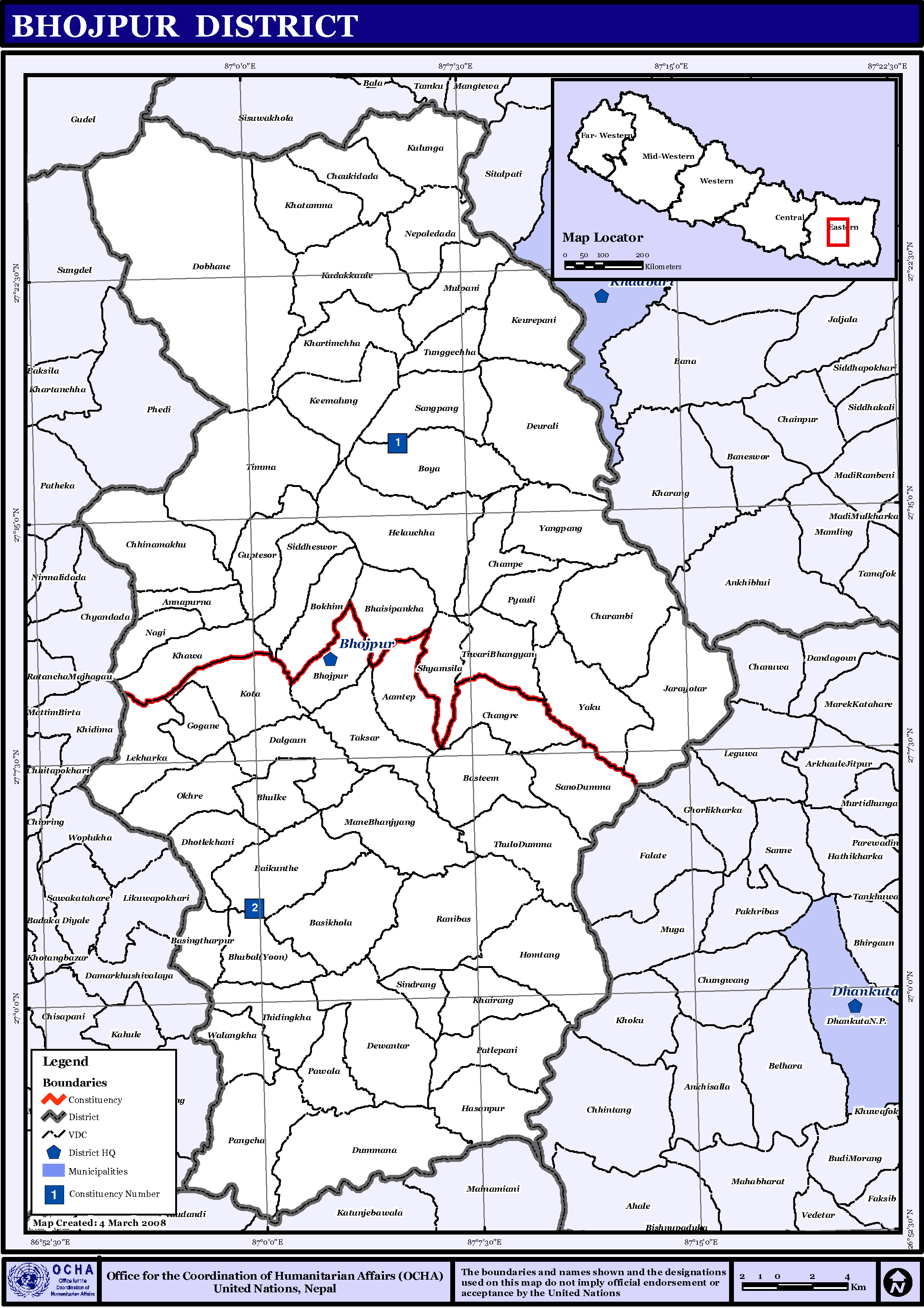
Mapa de les VDC's en el districte de Bhojpur

| - Aamtep - Annapurna - Baikuntha - Balankha - Basikhola - Basingtharpur - Basteem - Bhaisipankha - Bhubal - Bhulke - Bokhim - Bhojpur - Boya - Champe - Changre - Charambi | - Chaukidanda - Chhinamukh - Dalgaun - Deurali - Dewantar - Dhodalekhani - Dobhane - Dummana - Gogane. - Gupteshwor - Hasanpur - Helauchha - Homtang - Jarayotar - Keemalung - Keurepani | - Khairang - Khartimchha - Khatamma - Khawa - Kota - Kudak Kaule - Kulunga - Lekharka - Mane Bhanjyang - Mulpani - Nagi - Nepaledada - Okhre - Pangcha - Patle Pani - Pawala | - Pyauli - Ranibas - Sangpang - Sano Dumba - Shyamsila - Siddheswor - Sindrang - Syamsila - Taksar - Thidingkha - Thulo Dumma - Timma - Tiwari Bhanjyang - Tunggochha - Yaku - Yangpang - Chaukidada |